# Такэути, Тэйдзо
Тэйдзо Такэути (яп. 竹内 悌三 Такэути Тэйдзо:, 6 ноября 1908, Токио — 12 апреля 1946, СССР) — японский футболист.

## Биография
На протяжении своей футбольной карьеры выступал за клуб Токийского университета.
Во время Второй мировой войны с 1944 года Такэути служил в армии. В 1945 был взят в плен советскими войсками. 12 апреля 1946 года он умер в лагере для военнопленных № 20 в Сибири в возрасте 37 лет. 
В 2006 году он был избран в Зал славы японского футбола.

## Национальная сборная
С 1930 по 1936 год сыграл за национальную сборную Японии 4 матча. Также участвовал в Олимпийских играх 1936 года.

## Статистика за сборную
| Сборная Японии | Сборная Японии | Сборная Японии |
| Год            | Матчи          | Голы           |
| -------------- | -------------- | -------------- |
| 1930           | 2              | 0              |
| 1931           | 0              | 0              |
| 1932           | 0              | 0              |
| 1933           | 0              | 0              |
| 1934           | 0              | 0              |
| 1935           | 0              | 0              |
| 1936           | 2              | 0              |
| Итого          | 4              | 0              |